# Piedmont blues
 (février 2024).

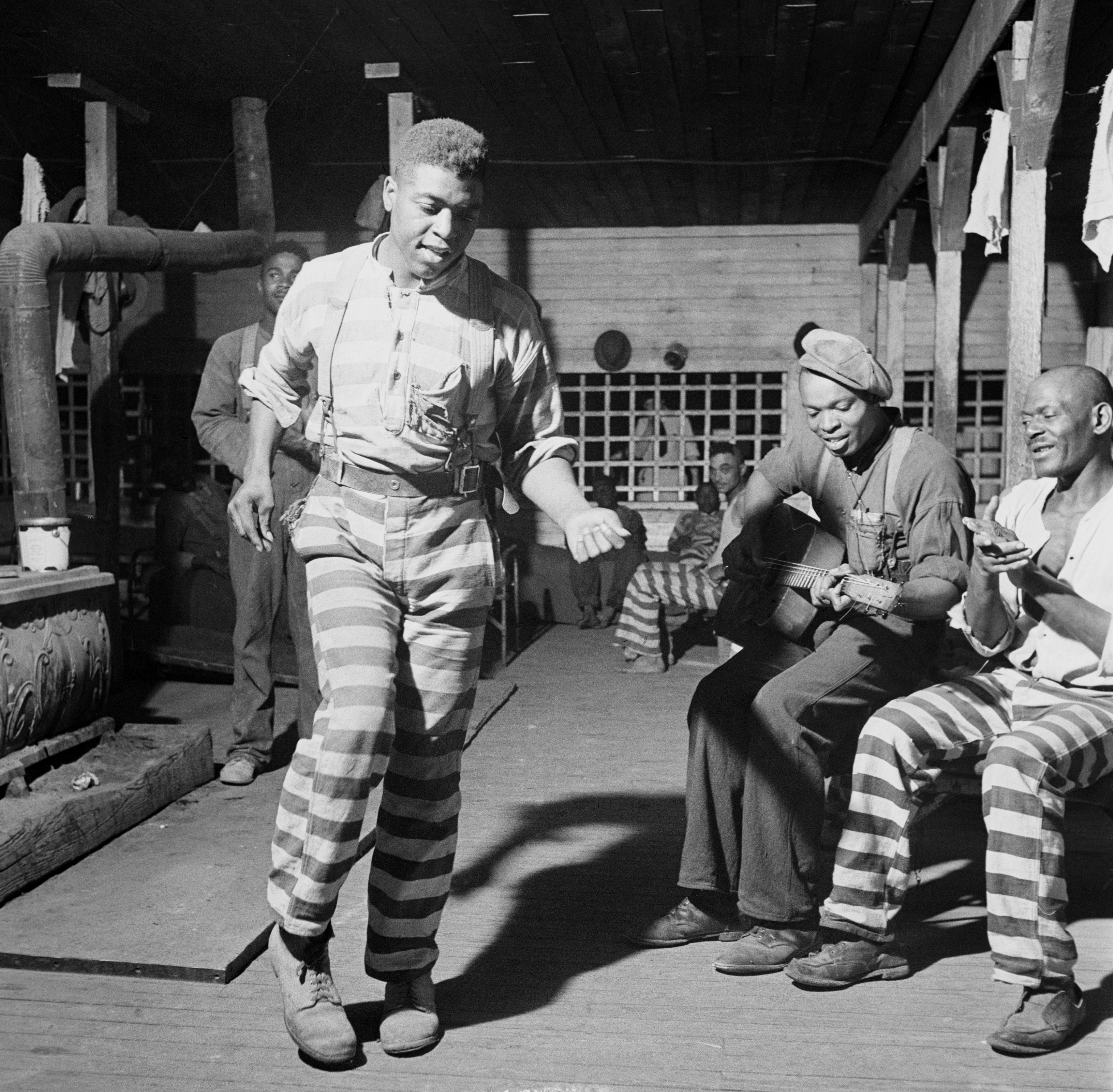
Buddy Moss en 1941

Le Piedmont blues est un genre de blues qui se distingue par une méthode de jeu de guitare (picking) spécifique dans laquelle on utilise deux doigts : le pouce pour jouer les notes basses, alors que la mélodie est jouée sur les trois cordes aiguës, uniquement avec l'index. Il s'inspire énormément de la country, style auquel il arrive parfois à se confondre pour les premiers musiciens qui le pratiquent. 
Le Piedmont blues fait bien entendu référence à la région du Piedmont, sur la côte Est des États-Unis, qui s'étend de Richmond (Virginie) à Atlanta. Les musiciens de Piedmont blues viennent de cette région, mais aussi du Maryland, du Delaware, de Virginie-Occidentale, de Pennsylvanie ou de Floride.
L'East Coast blues recouvre tous les Piedmont blues. Il est basé sur la rapidité et la virtuosité, mélangé de Ragtime et de New York blues et de plus petits modèles régionaux innombrables. Parmi les représentants de ce genre, on retrouve les musiciens Louis Jordan, Blind Boy Fuller, Sonny Terry et Blind Blake.

## Artistes de Piedmont blues
- Pink Anderson
- Etta Baker
- Blind Blake
- Virgil Childers
- Bull City Red
- Cephas & Wiggins (en)
- Elizabeth Cotten
- Reverend Gary Davis
- Blind Boy Fuller
- Buddy Boy Hawkins
- Peg Leg Howell
- Peg Leg Sam
- "Mississippi" John Hurt
- Luke Jordan
- Furry Lewis
- Mance Lipscomb
- Brownie McGhee
- Blind Willie McTell
- William Moore
- Buddy Moss
- Charlie Parr
- Slate Hill Phil
- Cootie Stark
- Sonny Terry
- Willie Walker
- Curley Weaver
- Josh White